# 红梅镇
红梅镇，是中华人民共和国吉林省通化市梅河口市下辖的一个乡镇级行政单位。

## 行政区划
红梅镇下辖以下地区：
红梅社区、向阳社区、东升社区、工农社区、新风社区、中兴村、联盟村、岭西村、保贤村、隐贤村、白石沟村、刘大村、程家村、富强村、曲家村、四八石村、福利村、民主村和永光村。